# Juma Al Holi
Juma Rashid Al Holi (né le 12 décembre 1972 aux Émirats arabes unis) est un joueur de football international émirati, qui évoluait au poste de gardien de but.

## Biographie

### Carrière en sélection
Avec l'équipe des Émirats arabes unis, il figure dans le groupe des sélectionnés lors des Coupes d'Asie des nations de 1996 et de 2004.
Il dispute également la Coupe des confédérations de 1997.

## Palmarès
| Al Shabab - Coupe des Émirats arabes unis (1) : - Vainqueur : 1996-97. - Finaliste : 1998-99. |  | Émirats arabes unis - Coupe d'Asie des nations : - Finaliste : 1996. |